# Garchinger Kleinkunstmaske

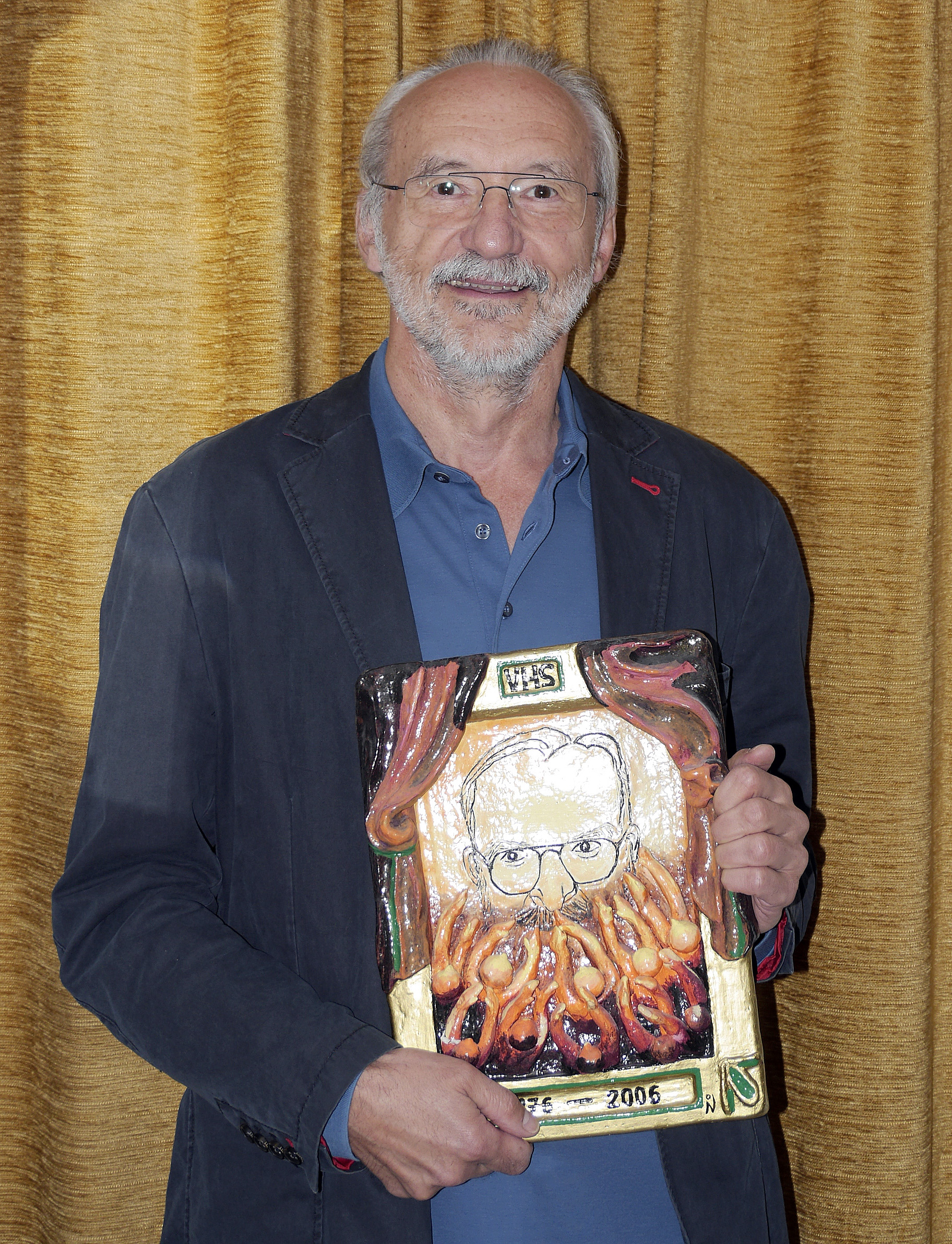
Herbert Becke erhielt die Sondermaske für 30 Jahre Organisation des KuDo, 2006

Die Garchinger Kleinkunstmaske war ein Publikumspreis, der im Rahmen des Kulturdonnerstages (KuDo) der  Volkshochschule im Norden des Landkreises München e.V. einmal im Jahr von 1990 bis 2007 vergeben wurde. Die Garchinger Kleinkunstmaske war eine Keramikmaske, die individuell auf die jeweiligen Preisträger zugeschnitten wurde und von der Künstlerin Brigit Niemes gestaltet wurde. Initiator und Organisator war vhs-Leiter Herbert Becke. Er erhielt u. a. für diese engagierte Kulturarbeit den Tassilopreis der Süddeutschen Zeitung.

## Preisträger
- 1990:	Duo Vital (Peter Vollmer und Thomas Reis)
- 1991:	Werner Koczwara
- 1991:	Liederjan
- 1993:	Dietrich Kittner
- 1994:	Zwinger-Trio
- 1995:	Les Funambules
- 1996:	Les Bubb
- 1997:	Zapf’nstreich
- 1998:	Bairisch Diatonischer Jodel-Wahnsinn
- 1999:	Volker Pispers
- 2000:	Christian Ude
- 2001:	Eckart von Hirschhausen
- 2002:	Queen Bee
- 2002:	Jess Jochimsen
- 2003:	Martin Buchholz
- 2004:	Urban Priol
- 2005:	Sissi Perlinger
- 2006:	Monaco Bagage
- 2006: Herbert Becke, Sondermaske für 30 Jahre Organisation des KuDo
- 2007:	Dieter Hildebrandt